# Candiac
Candiac ist eine Stadt im Südwesten der kanadischen Provinz Québec. Sie liegt in der Verwaltungsregion Montérégie, etwa 15 km südlich des Zentrums von Montreal. Candiac gehört zur regionalen Grafschaftsgemeinde (municipalité régionale du comté) Roussillon, hat eine Fläche von 17,31 km² und zählt 21.047 Einwohner (Stand: 2016).

## Geographie
Candiac liegt in der Region Rive-Sud am südlichen Ufer des Sankt-Lorenz-Stroms und gehört zum Gemeindeverband Communauté métropolitaine de Montréal. Auf Gemeindegebiet befindet sich ein Teilstück des Sankt-Lorenz-Seewegs. Nachbargemeinden sind La Prairie im Nordosten, Saint-Philippe im Osten, Saint-Mathieu im Süden, Saint-Constant im Südwesten und Delson im Westen.

## Geschichte
Verglichen mit den umliegenden Gemeinden ist Candiac eine relativ junge Siedlung. Die Gründung erfolgte am 31. Januar 1957, als die Provinzregierung von Québec der kanadisch-europäischen Investorengruppe  Candiac Development Corporation die Erlaubnis erteilte, eine Fläche von etwas mehr als 10 km² zu erwerben. Das landwirtschaftlich genutzte Gebiet gehörte zuvor zu den Gemeinden Saint-Philippe, La Prairie, Delson und Saint-Constant. Geplant waren ein großer Industriekomplex und Wohnhäuser für rund 50.000 Einwohner. Die ehrgeizigen Pläne konnten jedoch nur zum Teil verwirklicht werden. Benannt ist Candiac nach dem Geburtsort des französischen Generals Louis-Joseph de Montcalm, dem Châteu de Candiac bei Nîmes.

## Verkehr und Wirtschaft
Südlich von Candiac kreuzen sich zwei Autobahnen: Die Autoroute 15 führt von Montreal zur Grenze des US-Bundesstaates New York, während die Autoroute 30 die Agglomeration Montreal weiträumig umfährt. Eine wichtige Hauptstraßenverbindung ist die Route 132 in Richtung Salaberry-de-Valleyfield. Candiac ist Endstation einer exo-Vorortseisenbahnlinie, die zum Bahnhof Lucien-L’Allier im Stadtzentrum Montreals führt. Exo betreibt auch mehrere Buslinien in die Nachbargemeinden und nach Montreal. Eines der wichtigsten in Candiac ansässigen Unternehmen ist die kanadische Niederlassung von Rütgers Chemicals.

## Bevölkerung
Gemäß der Volkszählung 2011 zählte Candiac 19.876 Einwohner, was einer Bevölkerungsdichte von 1130 Einw./km² entspricht. 79,6 % der Bevölkerung gaben Französisch als Hauptsprache an, der Anteil des Englischen betrug 9,6 %. Als zweisprachig (Französisch und Englisch) bezeichneten sich 1,5 %, auf andere Sprachen und Mehrfachantworten entfielen 9,3 %. Ausschließlich Französisch sprachen 32,1 %. Im Jahr 2001 waren 87,8 % der Bevölkerung römisch-katholisch, 3,6 % protestantisch und 5,4 % konfessionslos.

## Persönlichkeiten
- Miguel Baldris (* 1968), Eishockeyspieler